# 선화 가스
선화 가스 또는 리프팅 가스(lifting gas)는 흔히 일반 대기 가스보다 밀도가 낮고 그 결과 그 위로 상승하는 공기보다 가벼운 가스이다. 에어로스탯과 같은 항공기에서 부력을 생성하는 데에 선화 가스가 필요하다. 공기보다 가벼운 특정 가스만 선화 가스로 적합하며, 건조한 공기의 밀도는 약 1.29g/L이고 선화 가스는 이보다 더 밀도가 낮은 기체를 말한다

## 같이 보기
- 에어로스탯
- 비행선
- 부력
- 열기구